# 프리도스
프리도스(FreeDOS)는 도스 계열의 오픈 소스 운영 체제로, 옛 이름은 프리-도스(Free-DOS) 또는 PD-DOS이다. 프리도스는 GNU GPL에 따라 배포된다.
프리도스는 MS-DOS의 개발과 지원이 중단된 뒤 이를 대체하기 위해 만들어졌으며, 대부분의 도스 기반 프로그램이 동작한다. 오래된 하드웨어와 최근의 펜티엄 4 이상의 CPU에서 동작하며, 임베디드 환경과 ROM 부팅 또한 지원한다. 또 3사의 드라이버를 통해 윈도 NT 이후 나온 파일 시스템인 NTFS와 SATA 방식의 하드 드라이브도 지원한다.

## 역사
프로젝트는 1994년 6월 28일 MS-DOS를 더 이상 팔거나 지원하지 않을 것이라는 마이크로소프트의 발표에 따라 시작되었다.
| 버전   | 상태      | 코드네임   | 날짜             |
| ------ | --------- | ---------- | ---------------- |
| 0.05   | 알파      | 없음       | 1998년 1월 12일  |
| 0.1    | 베타      | Orlando    | 1998년 3월 25일  |
| 0.3    | 베타      | Ventura    | 1999년 4월 21일  |
| 0.4    | 베타      | Lemur      | 2000년 4월 9일   |
| 0.5    | 베타      | Lara       | 2000년 8월 10일  |
| 0.6    | 베타      | Midnite    | 2001년 3월 18일  |
| 0.7    | 베타      | Spears     | 2001년 9월 7일   |
| 0.8    | 베타      | Nikita     | 2002년 4월 7일   |
| 0.9rc1 | 베타      | Methusalem | 2003년 7월       |
| 0.9rc2 | 베타      | 없음       | 2003년 8월 23일  |
| 0.9rc3 | 베타      | 없음       | 2003년 9월 27일  |
| 0.9rc4 | 베타      | 없음       | 2004년 2월 5일   |
| 0.9rc5 | 베타      | 없음       | 2004년 3월 20일  |
| 0.9    | 베타      | 없음       | 2004년 9월 28일  |
| 0.9sr1 | 베타      | 없음       | 2004년 11월 30일 |
| 0.9sr2 | 베타      | 없음       | 2005년 11월 30일 |
| 1.0    | 정식 버전 | 없음       | 2006년 9월 3일   |
| 1.1    | 정식 버전 | 없음       | 2012년 1월 2일   |
| 1.2    | 정식 버전 | 없음       | 2016년 12월 25일 |

## MS-DOS와의 관련성
프리도스는 MS-DOS와의 호환성을 대부분 유지하며, 마이크로소프트 윈도우 일부 버전 또한 MS-DOS에서 윈도를 실행시키는 것과 비슷하게 실행할 수 있다.
프리도스는 MS-DOS와 관련하여 몇 가지 개선 사항이 있다. 대개가 마이크로소프트가 MS-DOS에 대한 지원을 끊었을 때 존재하지 않았던 새로운 표준과 기술을 지원한다. 이를테면, 국제화, APM/에너지 절약 TSR, ASPI를 들 수 있다. 또, LBA, FAT32 파일 시스템도 지원(시동도 지원)한다.
DOS 제품군용으로 작성된 대부분의 응용 프로그램은 FreeDOS에서도 동작한다. 실행 파일 형식으로서, 다음이 지원된다.
- 오래된 COM 실행 파일
- 표준 16 비트 EXE 실행 파일
- 볼랜드의 16 비트 DOS 보호 모드 인터페이스 (DPMI) 실행 파일
- 다음 도스 확장자를 사용하는 32 비트 DPMI 실행 파일: DOS/32A
  - Causeway
  - DOS/4GW
  - GO32/CWSDPMI
  - 기타

또한 HX 도스 확장자를 사용하여 많은 Win32 콘솔 응용 프로그램 또는 QEMU와 Bochs 등 여러 GUI 프로그램도 FreeDOS에서 동작한다.

## 윈도와의 관계
FreeDOS에서는 마이크로소프트 윈도우 버전 1.0 및 2.0이 그대로 동작한다. 그러나 i386 프로세서를 지원한 3.x 버전을 "386 확장 모드"으로 실행할 수 없다. 윈도 3.0은 리얼 모드 또는 표준 모드에서 실행시킬 수 있고 그 이후의 윈도 3.x 버전은 표준 모드에서만 작동한다. 윈도 포 워크그룹 3.11에서는 표준 모드 지원이 중단되었기 때문에 그대로는 FreeDOS에서 작동시킬 수 없지만, FreeDOS의 himem.exe 및 emm386.exe를 각각 윈도에 포함된 himem.sys와 emm386. exe로 바꾸어 놓으면 구동될 수 있다. 예외로, 윈도 포 워크그룹 3.11는 디버그 모드를 지원하며, 이것은 FreeDOS에서도 구동될 수 있는 이 모드는 이전 버전의 Windows 표준 모드보다 더 제한되는 것으로 되어 있다.
윈도우 95, 98 및 Me는 DOS 기반의 윈도 운영 체제이지만,이 OS는 MS-DOS 계열 부트 로더에서 동작하며, 이들은 윈도 시스템과 일체화되어 있다. 따라서 윈도우 95, 98 및 ME를 FreeDOS에서 실행시킬 수 없다. 그러나 이러한 시스템과는 독립적으로 FreeDOS를 설치할 수 있으며, 이 경우 FreeDOS와 함께 제공된 "METAKERN" 프로그램이나 LILO 혹은 GRUB 등의 부트 로더를 사용한다.
윈도 NT 계열의 운영 체제(Windows 2000과 XP, 2003 이후)는 MS-DOS 시스템을 핵심으로 사용하고 있지 않다. 이 시스템은 MS-DOS와 이전 버전의 Windows에서 사용되고 있었던 FAT 파일 시스템을 사용할 수 있지만, 지금 이 시스템은 기본적으로 NTFS (NT 파일 시스템)를 사용하고 있다. 이 시스템이 FAT을 사용하는 경우, FreeDOS는 같은 파티션에 있을 수 있지만, NTFS를 사용하는 경우는 별도의 파티션을 생성해야 한다. 이 경우, FreeDOS 커널은 윈도우 NT 부트 로더 구성 파일 boot.ini를 설정하거나 ReactOS의 freeldr.ini을 설정하여 기동할 수 있다.

## 같이 보기
- 도스박스
- DOSEMU
- DR-DOS